# Rendez-vous à Bray
Rendez-vous à Bray is een Franse-Belgisch-Duitse dramafilm uit 1971 onder regie van André Delvaux. Het scenario is gebaseerd op de novelle Le Roi Cophetua (1970) van de Franse auteur Julien Gracq.

## Verhaal
Tijdens de Eerste Wereldoorlog wordt de jonge pianist Julien door zijn vriend Jacques ontboden op een afgelegen landgoed in de Elzas. Daar blijkt allen de mooie, zwijgzame huishoudster aanwezig te zijn, aan wie hij de voorgeschiedenis van de vriendschap vertelt. Hij brengt de nacht met haar door, terwijl de vriend nooit komt opdagen.

## Rolverdeling
| Acteur            | Personage         |
| ----------------- | ----------------- |
| Anna Karina       | Huishoudster      |
| Mathieu Carrière  | Julien Eschenbach |
| Roger Van Hool    | Jacques Nueil     |
| Bulle Ogier       | Odile             |
| Boby Lapointe     | Herbergier        |
| Pierre Vernier    | Mijnheer Hausmann |
| Luce Garcia-Ville | Mevrouw Nueil     |
| Nella Bielski     | Vrouw in de trein |
| Pierre Lampe      | Soldaat           |
| Jean Aron         | Joseph            |
| Léonce Corne      | Bewaker           |
| Martine Sarcey    | Mevrouw Hausmann  |
| Jean Bouise       | Hoofdredacteur    |